# Exostema caribaeum
Exostema caribaeum es un arbusto de la familia Rubiaceae. Recibe el nombre común de albarillo o, en Cuba, de aguedita y macagua de costa.

## Descripción
Arbusto siempre verde con copa poco definida y corteza suave de color gris oscuro con muchas lenticelas (puntos). La especie es fácil de reconocer por sus hojas enrolladas como sorbeto durante las horas de intenso sol, para evitar la pérdida de la humedad. Las ramitas son esbeltas con pares de estípulas puntiagudas. Florece y fructifica irregularmente durante el año. Las grandes flores blancas o amarillas tienen pétalos angostos. La fruta es una cápsula de semillas de forma elíptica color marrón de 12 cm de largo que se abre en dos partes para dejar salir las semillas.

## Distribución y hábitat
En las Islas Antillas. En Puerto Rico en claros de bosques y pastizales cerca de las costas en bajas y medianas elevaciones en el sur y suroeste de la isla en Guajataca, Guánica, Maricao y Susúa.

## Importancia económica y cultural

### Usos
La madera quema muy rápidamente, por lo que era usada para antorchas. En otras islas del Mar Caribe, la madera dura y muy pesada se ha usado en gabinetes, para tornear y en otras aplicaciones.
- Farmacológico

La corteza agria se usaba para el tratamiento de la fiebre como el sustituto de la corteza de cinchona de la cual se obtiene la quinina
Esta especie es usualmente empleada para padecimientos gastrointestinales como gastritis, úlceras, contra las amibas y la solitaria.
La parte que más se utiliza de ella es la corteza. En Michoacán para clarificar la sangre se prepara un cocimiento con ésta y se le da a beber al enfermo, remedio que también sirve para la gastritis y las úlceras. 
De manera general, se le emplea contra las fiebres palúdicas y el reumatismo.
En veterinaria se ocupa como antiséptico y cicatrizante.
Historia
A inicios del siglo XX, el Instituto Médico Nacional la reporta como antipalúdico y diurético. Posteriormente, Maximino Martínez repite su uso como antipalúdico.

## Taxonomía
Exostema caribaeum fue descrita por (Jacquin) Roemer & Schultes  y publicado en Botanische Jahrbücher für Systematik, Pflanzengeschichte und Pflanzengeographie 22: 24. 1895.
Sinonimia
- Cinchona caribaea Jacq.
- Cinchona caribbeana W.Wright
- Cinchona herbacea L.
- Cinchona jamaicensis Wright
- Cinchona myrtifolia Stokes
- Cinchona racemosa Schrank ex Steud.
- Exostema longicuspe Oerst.[6][7]